# João Didelet
João Carlos Bico Moura Didelet, mais conhecido por João Didelet (Lisboa, 13 de outubro de 1964), é um actor, dobrador e encenador português.

## Biografia
Concluiu o Curso de Formação de Actores da Escola Superior de Teatro e Cinema de Lisboa (1990). Trabalhou regularmente no teatro, com encenadores como Alexandre de Sousa na peça Auto da Sibilia Cassandra de Gil Vicente (1990) , Artur Ramos em Felizmente Há Luar de Luís Sttau Monteiro (1993) ou Silvina Pereira na peça Sabina Freire. Com Jorge Listopad participou em O Valente Soldado Schueik de Hasek (1994) na Companhia de Teatro de Almada, Torresyalta de Filipe Pires, no âmbito da Lisboa - Capital Europeia da Cultura e Teclados de Teolinda Gersão (2001) no CCB. Interpretou William Shakespeare em Sonho de Uma Noite de Verão dirigido por João Perry no Teatro da Trindade (1996) e no Teatro da Garagem participou em A Menina que foi Avó (1998) O Homem que Ressuscitou (1997), Desertos (1997) e Peregrinação (1997), criações de Carlos J. Pessoa. Em 1997 apresentou-se no ACARTE com Alma 13 projecto de Madalena Victorino. 
Actor regular no cinema, participou em quase dez películas, entre elas Jacinta de Jorge Paixão da Costa (2017), Stefan Zweig: Farewell to Europe de Maria Schrader (2016), Amália - O Filme de Carlos Coelho da Silva (2008) O Milagre Segundo Salomé de Mário Barroso (2004), Portugal S. A. de Ruy Guerra (2004), A Janela - Maryalva Myx de Edgar Pêra (2001), I'll See You in My Dreams de Miguel Ángel Vivas (2003), Debaixo da Cama de Bruno Niel (2003), Porto Santo de Vicente Jorge Silva (1997) e A Janela não é Paisagem de Edgar Pêra (1997).

## Televisão
Na televisão, popularizou-se com interpretações em novelas e séries: 
- "elenco de apoio" em Os Trapalhões em Portugal, SIC 1995
- "actor convidado" em Barba & Cabelo, SIC 1995
- "mecânico" em As Aventuras do Camilo, SIC 1996
- "actor convidado" em Era Uma Vez..., SIC 1996
- "participação" na série francesa Maigret, FR2/Antenne 2 1997
- "actor convidado" em Herman Enciclopédia, RTP 1997
- Vicente em Diário de Maria, RTP 1998
- "actor convidado" em Clube dos Campeões, SIC 1998
- José António Caixinha em Jornalistas, SIC 1999/2000
- Vasco Pardal em Crianças SOS, TVI 2000
- Joca em Super Pai, TVI 2000/2002
- "actor convidado" em A Minha Sogra é uma Bruxa, RTP 2002
- Augusto Salada em Lusitana Paixão, RTP 2002
- Nico em O Teu Olhar, TVI 2003
- Inácio/Caló em Os Batanetes, TVI 2004
- "actor convidado" em Inspector Max, TVI 2004
- Secretário do Duque em A Ferreirinha, RTP 2004
- "actor convidado" em Uma Aventura, SIC 2004
- Francisco Serrano em Os Serranos, TVI 2005
- Diogo Borel em Bocage, RTP 2006
- Pascoal em Floribella, SIC 2006/2007
- Francisco Palmela em Vingança, SIC 2007
- Acácio Silveira em Morangos Com Açúcar V, TVI 2007/2008
- Juvenal em Liberdade 21, RTP 2008
- Roberto em Cenas do Casamento, SIC 2008/2009
- Inácio Quaresma em Sentimentos (novela), TVI 2009
- Joaquim em Redenção, TVI 2010
- Luís Correia em Pai à Força III, RTP 2011
- Evaristo Nobre em Doce Tentação, TVI 2011/2012
- Evaristo Nobre em Giras & Falidas, TVI 2012
- "actor convidado" em Dancin' Days, SIC 2013
- Rafael Guerreiro em Belmonte, TVI 2013/2014
- Radu em A Única Mulher, TVI 2015/2016
- "actor convidado" em Donos Disto Tudo, RTP 2016
- Elenco Secundário em Espelho d'Água, SIC 2017/2018
- Elenco Principal em Amar Depois de Amar, TVI 2019
- Simão Malataia em Patrões Fora, SIC 2022
- Elenco adicional, José Miguel Dantas em Queridos Papás, TVI 2023